# Tor Books

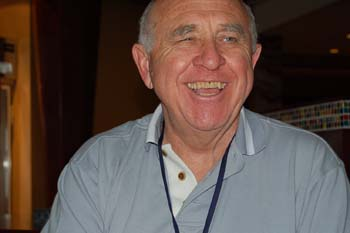
Tom Doherty

Tor Books este una dintre cele două edituri deținute de Tom Doherty Associates LLC cu sediul în New York City. A publicat numeroase cărți de literatură științifico-fantastică și fantastică. Tom Doherty Associates publică și ficțiune mainstream, literatură polițistă și ocazional cărți de istorie militară sub sigla Forge. Compania a fost fondată de către Tom Doherty în 1980 și a vândut către St. Martin's Press în 1986. Împreună cu St. Martin's Press, Henry Holt și Farrar Straus Giroux este acum parte a grupului Holtzbrinck, cunoscut mai ales sub numele de Macmillan Publishers. 
Tor a câștigat sondajul revistei Locus pentru cea mai bună editură science-fiction în fiecare an, începând cu 1988.

## Autori publicați de Tor
- A. Lee Martinez
- Alan Nayes
- Andre Norton
- Andrew M. Greeley
- Ben Bova
- Brian Hodge
- Bob Fingerman
- Brandon Sanderson
- Brian Herbert și Kevin J. Anderson
- Catherine Asaro
- Cathy Clamp & C. T. Adams
- Richard Garfinkle
- Charles Sheffield
- Charles Stross
- Charles de Lint
- Cherie Priest
- Cory Doctorow
- Dan Wells
- Dani and Eytan Kollin
- David Farland
- David Marusek
- David McDaniel
- David Weber
- Debbie Dadey
- Elizabeth Bear
- Elizabeth Haydon
- Emma Bull
- Eric Nylund
- Eric Van Lustbader
- F. Paul Wilson
- Gary Gibson
- Gary Phillips
- Gene Wolfe
- George R. R. Martin
- Ginny Rorby
- Glen Cook
- Harry Turtledove
- Hayford Peirce
- Isaac Asimov
- Isamu Fukui
- Isobelle Carmody
- Jacqueline Carey
- James M. Ward
- James Mallory
- James P. Hogan
- Jane Lindskold
- Jane Yolen
- Jay Lake
- Jerry Pournelle
- Jo Walton
- Joan Slonczewski
- Joanne Bertin
- John M. Ford
- John Scalzi
- Jonathan Carroll
- Jonathan Lethem
- Joseph Staten
- Juliet Marillier
- Kage Baker
- Karl Schroeder
- Kathleen Ann Goonan
- Kathryn Cramer
- Ken MacLeod
- Ken Scholes
- Kenneth Johnson
- Kira Peikoff
- Kit Reed
- L. E. Modesitt, Jr.
- Larry Niven
- Laura J. Mixon
- Laura Resnick
- Lawrence Watt-Evans
- Leonard Carpenter
- Linda Crockett
- Linda Nagata
- Marcia Thornton Jones
- Melisa Michaels
- Mercedes Lackey
- Michael Hemmingson
- Michael de Larrabeiti
- Mike Resnick
- Neal Asher
- Orson Scott Card
- Patrick Taylor
- Paul Levinson
- Peter Watts
- Philip K. Dick
- Poul Anderson
- R.A. Salvatore
- Raelynn Hillhouse
- Raphael Carter
- Robert Charles Wilson
- Robert Forward
- Robert Holdstock
- Robert J. Sawyer
- Robert Jordan
- Sam Falene
- Samuel Clemens
- Sara Douglass
- Sarah Monette
- Shannon McKelden
- Spider Robinson
- Stephen Ames Berry
- Stephen Baxter
- Steven Brust
- Steven Erikson
- Steven Gould
- Susan Kearney
- S.J. Day
- Takashi Okazaki
- Terry Goodkind
- Tim Powers
- Tobias Buckell
- Vernor Vinge
- Walter Jon Williams
- Warren Murphy
- Will Shetterly
- William Peter Blatty

## Listă de editori
- Susan Chang
- Claire Eddy
- Melissa Frain
- James Frenkel
- Liz Gorinsky
- Stacy Hague-Hill
- David G. Hartwell
- Harriet McDougal
- Beth Meacham
- Patrick Nielsen Hayden
- Teresa Nielsen Hayden
- Eric Raab
- Kristin Sevick
- Melissa Ann Singer
- Paul Stevens

## Vezi și
- Listă de edituri de literatură științifico-fantastică